# 植垣健人
植垣 健人（うえがき けんと、1990年10月17日 - ）は、大阪府出身のハンドボール選手。日本ハンドボールリーグの大崎電気所属。
実姉はハンドボール選手の植垣暁恵、実兄もハンドボール選手の植垣貴志。

## 経歴
2013年に日本ハンドボールリーグの大崎電気へ加入。
2015年にはリオデジャネイロオリンピックアジア予選の日本代表に選出された。
2016年は第17回男子アジア選手権の日本代表に選出。
2017年は第25回男子世界選手権の日本代表に選出された。
2018年の第8回社会人選手権ではベストセブンに選ばれた。

## 詳細情報

### 年度別成績
| 年       | チーム   | 試合 | フィールド 得点 | 率   | 7m  | 合計    | 警告 | 退場 | 失格 |
| -------- | -------- | ---- | --------------- | ---- | --- | ------- | ---- | ---- | ---- |
| 2013-14  | 大崎電気 | 10   | 6/15            | .400 | 0/0 | 6/15    | 0    | 0    | 0    |
| 2014-15  | 大崎電気 | 15   | 34/49           | .694 | 1/1 | 35/50   | 1    | 3    | 1    |
| 2015-16  | 大崎電気 | 10   | 17/22           | .773 | 0/0 | 17/22   | 1    | 0    | 0    |
| 2016-17  | 大崎電気 | 12   | 15/31           | .484 | 0/0 | 15/31   | 2    | 2    | 0    |
| 2017-18  | 大崎電気 | 23   | 61/93           | .656 | 0/0 | 61/93   | 0    | 3    | 0    |
| 2018-19  | 大崎電気 | 24   | 45/82           | .549 | 0/0 | 45/82   | 0    | 0    | 0    |
| JHL：6年 | JHL：6年 | 94   | 178/292         | .610 | 1/1 | 179/293 | 4    | 8    | 1    |

- 各年度の太字はリーグ最高

### タイトル・表彰

#### 社会人選手権
- ベストセブン：1回 (2018年)

### 記録

#### 日本ハンドボールリーグ
- フィールドゴール初得点：2013年11月9日、対北陸電力戦（氷見市ふれあいスポーツセンター）[6]
- 7mスロー初得点：2015年2月15日、対北陸電力戦（北陸電力福井体育館フレア）[7]

### 背番号
- 17 (2013年 - )